# بافول بارموس
بافول بارموس هو لاعب كرة قدم سلوفاكي في مركز الدفاع، ولد في 29 يونيو 1981 في تشيكوسلوفاكيا. لعب مع إنتر براتيسلافا ونادي داك 1904 دونيسكا ستريدا ونادي دوبرافكا براتيسلافا ونادي ماترسبرغ.

## وصلات خارجية
- بافول بارموس على موقع قاعدة بيانات كرة القدم.إي يو (الإنجليزية)
- بافول بارموس على موقع Soccerway.com (الإنجليزية)